# Revolta dos Marinheiros de 1936
A Revolta dos Marinheiros, ou Motim dos Barcos do Tejo, foi um levantamento militar ocorrido a 8 de Setembro de 1936 a bordo dos navios Armada Portuguesa NRP Dão, NRP Bartolomeu Dias e NRP Afonso de Albuquerque. O levantamento foi organizado pela Organização Revolucionária da Armada, uma estrutura ligada ao Partido Comunista Português, com o objectivo de desviar os navios para Espanha e colocá-los à disposição do Governo republicano Espanhol. A rebelião foi esmagada, resultando na morte de 12 marinheiros e na deportação de outros 34 para o Campo de Concentração do Tarrafal. Foram demitidos diversos oficiais e sargentos.

## Os acontecimentos
A sublevação foi protagonizada por centenas de marinheiros, muitos deles pertencentes à Organização Revolucionária da Armada (ORA), e foi o culminar de um intenso trabalho de agitação e manifestações de descontentamento diversas.
Os revoltosos tomaram os navios Dão, Afonso de Albuquerque e Bartolomeu Dias com o objectivo de os levar para o mar e fazer um "ultimatum" ao Governo exigindo o fim das perseguições a militares da Armada e a libertação dos presos.
O Governo teve conhecimento dos preparativos e, ao fim de algumas horas, conseguiu dominar a revolta, ordenando a intervenção da aviação contra os navios sublevados. O resultado foi a morte de 10 marinheiros, centenas de presos e a expulsão da Marinha dos elementos ligados às ideias democráticas e comunistas. 
Alguns dos detidos foram os primeiros presos enviados para Colónia Penal do Tarrafal, para onde partiram a 29 de Outubro daquele ano. Com eles foram também revoltosos do Movimento de 18 de Janeiro de 1934.

## Ficção
Esta sublevação é enquadrada por José Saramago no seu romance O Ano da Morte de Ricardo Reis (1984). É também referenciada na obra "Sinais de Fogo" (1978) de Jorge de Sena.